# 卢卡斯·比利亚
卢卡斯·罗德里戈·比利亚（西班牙語：Lucas Rodrigo Biglia，發音：[ˈlukas roˈðɾiɣo ˈβiɣlja]；1986年1月30日—），曾代表阿根廷國家足球隊參加國際比賽，足球运动员，司职防守中场，现为自由身球员。

## 俱乐部生涯
比利亚在阿根廷青年开始职业足球生涯，由于未能得到太多上场时间，他在2005年转会到独立。
2006年7月，在试训巴伦西亚和比利亞雷阿爾未成功后，比利亚和比利时足球甲级联赛球队安德莱赫特签约4年。他在2006/07赛季联赛第一轮安德莱赫特4比2击败聖特呂登的比赛中替补受伤的马克·德曼出场，首次代表球队在正式比赛中亮相。他在赛季初段表现并不理想，不过很快成为球队中场位置的重要球员，帮助球队获得该赛季联赛冠军，并当选为比利时联赛年度最佳年轻球员。2007年12月15日，他和安德莱赫特续约到2012年夏季。2007/08和2008/09赛季，安德莱赫特都未能夺得联赛冠军，比利亚也和很多欧洲豪门有转会传闻，但最终决定留在球队，并帮助球队在2009/10赛季再获联赛冠军。2011年1月，加拉塔萨雷报价450万欧元收购比利亚，但未能成功。2011年夏季，比利亚再次和安德莱赫特续约至2015年。不过他很快就表达出想离开球队到别的联赛挑战的想法。2011/12赛季，他被指定为球队的副队长，之后很快又成为球队队长。2011年10月底，他遭遇肩部受伤接受手术，远离赛场4个月。在1月份回归赛场后，他帮助球队获得2011/12赛季联赛冠军。2012年夏季，比利亚再度和阿森纳、诺里奇城、国际米兰和皇家马德里等球队传出转会消息，但依然未能转会成功。2013年1月，对比利亚表现出浓厚兴趣，比利亚也公开宣布自己想离开球队，并以罢训的形式打算逼迫球队就范。最终安德莱赫特宣布俱乐部同意比利亚在2013年夏季离开球队。事后比利亚宣布他缺席训练是因为心情抑郁，他并没有离开球队的想法。他依然是球队的主力球员，并在该赛季获得他个人的第四个比甲联赛冠军头衔。
2013年7月23日，比利亚转会加盟意大利足球甲级联赛球队拉齐奥，签约五年。作为拉齐奥的场上队长，比利亚在攻防两端都表现出色，并吸引了欧洲各大豪门的注意。
2017年7月16日，比利亚转会加盟意大利足球甲级联赛豪门AC米兰，转会费为1700万欧元+300万欧元奖金。

## 国家队生涯
比利亚曾代表阿根廷U17国家队参加2003年U17世界盃足球賽，之后又入选阿根廷U20国家队参加2005年U20世界盃足球賽。
2011年2月，比利亚首次入选阿根廷国家足球队，在和葡萄牙的比赛首次亮相国际A级比赛。之后他又先后入选阿根廷参加2011年美洲盃和2014年世界盃足球賽的名单。他在世界杯决赛踢满120分钟。